# Война волков
«Война волков» (кит. трад. 戰狼, упр. 战狼, пиньинь Zhàn láng, палл. чжань лан) — китайский военный фильм и боевик, снятый в 3D режиссёром У Цзином, известным как Джеки У, с самим Джеки У, Юй Нань и Скоттом Эдкинсом в главных ролях. Фильм вышел на экраны 2 апреля 2015 года. 27 июля 2017 года вышел его сиквел «Война волков 2», ставший самым популярным по кассовым сборам в Китае.

## Сюжет
Сержант Народно-освободительной армии Китая снайпер Лэн Фэн, кантонец по происхождению, предстаёт перед трибуналом по обвинению в неповиновении приказу. 7 августа 2008 года он участвовал в совместной операции спецназа НОАК и военизированных частей полиции на заброшенном химзаводе на юге страны, в ходе которой планировалось арестовать группу наркоторговцев. Операция обернулась громадными потерями со стороны военных и полиции, а главарь банды контрабандистов У Цзи взял одного из своих людей в заложники. Лэн Фэн получил приказ от командира не стрелять, однако он целится в слабый участок стены, пробивая её с трёх выстрелов и простреливая голову У Цзи. Лэн Фэн не признаёт свою вину и настаивает на своей правоте, утверждая, что действовал в соответствии с уставом.
Лэн Фэн находится под стражей, ожидая своего увольнения из армии. Однако к нему приходит Лун Сяоюнь — подполковник НОАК, женщина-командир элитного спецподразделения «Боевые волки», которое осваивает иностранную военную тактику и с которыми регулярные части НОАК регулярно проводят учения. Во время разговора с Лун перед Лэном проносятся воспоминания о его детстве и о его отце, который во время китайско-вьетнамской войны однажды тоже осмелился не выполнить приказ, но куда более серьёзный — из милосердия добить смертельно раненого командира разведгруппы, перебитой снайпером из засады. Лэн соглашается вступить в отряд и сходу десантируется с вертолёта, оказываясь позже в окружении танков, один из которых приставляет ствол буквально к его голове, бронетранспортёров и боевых машин пехоты. Он знакомится с капитаном отряда Шао Бином: помощник капитана, пытаясь оказать на новичка психологическое давление, намекает на важность командной работы.
Тем временем в Юго-Восточной Азии полицейский спецназ пытается арестовать криминального авторитета по имени Минь Дэн, который просматривал последнюю видеозапись, сделанную У Цзи на смартфон: на видеозаписи были и кадры того, как погиб У Цзи. В момент задержания в дело вмешиваются иностранные наёмники, которые убивают всех полицейских до последнего и увозят Миня. Выясняется, что убитый У Цзи был младшим братом Миня, который скептически оценивал намерения брата заниматься преступным бизнесом под носом у китайской полиции. Минь на похоронах собирается отомстить за брата и поручает главарю команды наёмников, бывшему бойцу американского спецназа SEAL, ветерану войн в Персидском заливе и Афганистане по кличке «Кот Том», найти и ликвидировать убийцу У — того самого снайпера НОАК по имени Лэн Фэн. Он предупреждает, что численность и силу бойцов китайской армии недооценивать нельзя.
«Боевые волки» участвуют в учениях на юге КНР: начальник Генерального штаба НОАК командует китайской армией («красные»), а Лун Сяоюнь — отрядом «Волков» («синие»), на котором китайские солдаты и оттачивают свои умения по борьбе против потенциального противника, использующего иностранную тактику. По ходу учений, проходящих ночью, происходят десантирование с самолётов, взлом компьютерных систем управления войсками, организация нескольких засад и даже бой с волками с применением холодного оружия, поскольку у бойцов только холостые патроны. В ходе учений Лэн Фэн поражает из снайперской винтовки условного противника, коим оказывается начальник Генерального штаба, чем вызывает его недовольство, поскольку тот требует уволить Лэна — бывшего участника учений от «красных». За учениями наблюдает «Кот Том», который собрал лучших наёмников из разных стран: он решает расправиться с «бойскаутами», как презрительно он называет бойцов НОАК.
На следующее утро на заключительной стадии учений происходит чрезвычайное происшествие: наёмники, проходя через лес как единственный неконтролируемый пограничниками участок, устраивают засаду и убивают одного из сослуживцев Лэн Фэна. Объявляется тревога: генштаб узнаёт противника на мониторах и камерах, закреплённых на обмундировании бойцов, а также оказавшегося на территории Китая Минь Дэна, и мобилизует весь личный состав. За наёмниками гонятся два вертолёта, которые с помощью ракет поражают оба джипа, однако наёмники успевают сбежать. Один из людей «Кота Тома» стреляет из ПЗРК, выпуская графитовую пыль, которая вызывает короткое замыкание в аппаратуре и приводит к выводу из строя всей электроники вертолётов. Из-за этого использование авиации на определённое время становится невозможным. Командование НОАК собирает все сухопутные части (и «волков» в том числе), требуя не допустить бегства наёмников и Минь Дэна через границу — на всю операцию отводится только шесть часов, а по истечении срока территорию, по которой пробираются наёмники, подвергнут ковровым бомбардировкам. В ходе мотивирующей речи командование призывает и отомстить за смерть сослуживца: бойцы снимают свои нашивки и надевают новые с флагом КНР и надписью на английском «I fight for China» (с англ. — «Я сражаюсь за Китай»).
Минь Дэн, переодетый в полевую форму НОАК, вместе со своими бандитами скрывается в лесу, заминированному ещё во время боевых действий. Наступающие части НОАК несут потери от противопехотных мин, а элитный стрелок-снайпер «Кота Тома» не даёт бойцам эвакуировать раненых. Как и его отец, Лэн Фэн слышит просьбу от тяжело раненого командира «добить», но вместо этого приказывает солдатам стрелять в дерево, чтобы повалить его и создать укрытие от вражеского снайпера, после чего вытаскивает раненого командира. Лэн берёт на себя инициативу выкурить снайпера, которому для прицеливания нужно всего 2,5 секунды. Уклоняясь от пуль, он добирается до него и всё-таки убивает из пистолета. Это ободряет личный состав НОАК, и они продолжают операцию, перебивая поодиночке всех оставшихся наёмников — в какой-то момент один из спецназовцев пытается подорвать себя и врага с помощью гранаты, но его вовремя спасает сослуживец. Тем временем на базе Лун Сяоюнь и командиры НОАК выясняют, что делал на территории Китая Минь Дэн: в своё время его люди обокрали химическую лабораторию с образцами крови и начали какие-то секретные разработки в области биотехнологий, которые, судя по всему, могут обернуться химическим, биологическим или генетическим оружием против населения КНР. Предполагается, что даже если после применения этого оружия не вымрет всё население Китая, то у последующих поколений начнутся мутации.
Лэн Фэн продолжает погоню за «Котом Томом» по лесу, но тот ставит мины-ловушки повсюду. Лэн наступает на одну противопехотную мину, которая может сработать в любой момент, однако начинает рыть яму под миной и в последний момент отпрыгивает, уклоняясь от взрыва. Лун не может связаться с ним некоторое время, но даже после выхода на связь Лэн не отходит от шока и просит узнать, есть ли у Лун парень. Та отвечает отрицательно и тем самым приводит снайпера в чувство, после чего он продолжает погоню за «Котом Томом» и настигает его на самой китайской границе. Завязывается перестрелка, в ходе которой оба выпускают все пули из своих автоматов и пистолетов, после чего переходят в рукопашную схватку на ножах. «Кот Том» всячески унижает Лэн Фэна, обзывая армию его страны «кучкой придурков» и утверждая, что он воюет за более доступные и понятные всем деньги. Лэна это оскорбляет, и он в итоге после упорного боя закалывает своего врага его же собственным здоровенным ножом.
Тут же к Лэн Фэну подбегают люди в форме НОАК, которые несут медицинское снаряжение, однако Лэн Фэн замечает татуировку скорпиона на руке у одного из «бойцов» — ту, что была у одного из бандитов, «взятых в заложники» У Цзи. Он выхватывает автомат и убивает почти всех людей Минь Дэна, валит наркоторговца на землю и заносит над ним штык — с другой стороны у границы собирается целая армия Минь Дэна, готовая открыть огонь по снайперу. Однако на помощь своевременно приходят бойцы НОАК и «Волков». Люди Минь Дэна в страхе отступают, его самого арестовывают и увозят, а раненому Лэн Фэну перевязывают руку.
По возвращении Лун Сяоюнь встречается с отцом Лэна и передаёт ему орден, которым был награждён Лэн за свою операцию, а также слова Лэна: «Убивать не сложно. Сложно жить с убийством», после чего у отца Лэна появляются слёзы на глазах. В самом конце Лун, с которой у Лэна складываются романтические отношения, приглашает его выпить.

## В ролях
- Джеки У[англ.] — сержант НОАК Лэн Фэн, снайпер, боец отряда «Боевых волков» спецназа НОАК
- Юй Нань — подполковник Лун Сяоюнь, командир отряда «Боевых волков» спецназа НОАК
- Ни Дахун — Минь Дэн, наркобарон
- Скотт Эдкинс — «Кот Том», наёмник, в прошлом оперативник отряда спецназа SEAL ВМС США
- Чжуан Сяолун — Бань Чжуан
- Ван Сэнь[англ.] — Си Саньба
- Лю Тэнюань — Ю Фэй
- Юнда Чжан — капитан Шао Бин
- Си Чжаоци — Си Цинсун
- Кевин Ли — Бешеный Бык, наёмник из банды «Кота Тома»
- Кристофер Коллинс — Ковбой, наёмник из банды «Кота Тома»
- Сона Эямбе — водитель машины, наёмник из банды «Кота Тома»
- Кайл Шапиро — Макака, наёмник из банды «Кота Тома»
- Самуэль Тивьерж — снайпер, наёмник из банды «Кота Тома»
- Чжу Сяо — У Цзи, контрабандист, брат Минь Дэна
- Фан Цзибинь — заложник
- Го Гуанпин — отец Лэна Фэна
- Жу Пин — мать Лэна Фэна

## Производство
Написание сценария заняло 8 лет, он переписывался 14 раз. Для создания реалистических сцен в фильме были задействованы пять ракет (стоимость по 1 миллиону юаней каждая), более 30 тысяч патронов и разные образцы боевой техники (Chengdu J-10, Harbin Z-9, CAIC Z-10). В сцене первого десантирования Лэн Фэна с вертолёта были задействованы 32 действующих танка НОАК, в том числе Тип 96.
Исполнивший главную роль Джеки У проходил обучение начальной военной подготовке в Нанкинском военном округе, где прошли съёмки фильма. В первый же день съёмок был зафиксирован абсолютный температурный рекорд (49,8 °C) — в 2015 году тогда было самое жаркое лето за историю метеонаблюдений в Нанкине. Пять актёров-участников съёмок перенесли тепловой удар. Большая часть фильма была снята в провинции Цзянсу, в том числе в Нанкине и у мавзолея Сунь Ятсена.

## Кассовые сборы
В кинотеатрах КНР фильм шёл в прокате со 2 апреля 2015 года и за 4 дня собрал 33,32 млн долларов США, возглавив список самых рейтинговых фильмов за выходные. Спустя неделю он пропустил «Форсаж 7» на первое место, собрав 36,19 млн долларов США. Общие сборы к 25 мая 2015 года составили 89,11 млн долларов США.

## Награды
| Год  | Премия                        | Категория                       | Номинант                      | Результат | Примечания |
| ---- | ----------------------------- | ------------------------------- | ----------------------------- | --------- | ---------- |
| 2015 | Шанхайский кинофестиваль 2015 | Специальная награда жюри        | Война волков                  | Победа    |            |
| 2015 | Золотой петух                 | Лучший фильм                    | Война волков                  | Номинация |            |
| 2015 | Золотой петух                 | Лучший монтаж                   | Чжан Цзяхуэй                  | Номинация |            |
| 2016 | Хуадин                        | Лучший сценарий                 | Джеки У/Лю И/Дун Цунь/Гао Янь | Победа    |            |
| 2016 | Хуадин                        | Лучший режиссёр-дебютант        | Джеки У                       | Победа    |            |
| 2016 | Хуадин                        | Лучшая хореография в боевике    | Ли Чжунчжи                    | Победа    |            |
| 2016 | Хуадин                        | Лучший фильм по версии зрителей | Wolf Warrior                  | Победа    |            |
| 2016 | Хуадин                        | Лучший продюсер                 | Лю Цзяньминь                  | Победа    |            |
| 2016 | Сто цветов                    | Лучший фильм                    | Война волков                  | Победа    |            |
| 2016 | Сто цветов                    | Лучший дебютант                 | Чжуан Сяолун                  | Победа    |            |
| 2016 | Сто цветов                    | Лучший фильм                    | Война волков                  | Номинация |            |
| 2016 | Сто цветов                    | Лучший режиссёр                 | Джеки У                       | Номинация |            |
| 2016 | Сто цветов                    | Лучший сценарий                 | Джеки У/Лю И/Дун Цунь/Гао Янь | Номинация |            |
| 2016 | Сто цветов                    | Лучшая актриса                  | Юй Нань                       | Номинация |            |
| 2016 | Сто цветов                    | Лучший фильм                    | Война волков                  | Победа    |            |